# Afroarctia
Afroarctia is een geslacht van vlinders van de familie spinneruilen (Erebidae), uit de onderfamilie Arctiinae.

## Soorten
- A. bergeri de Toulgoët, 1978
- A. dargei (de Toulgoët, 1976)
- A. histrionica de Toulgoët, 1978
- A. kenyana (Rothschild, 1933)
- A. mamfei de Toulgoët, 1978
- A. nebulosa de Toulgoët, 1980
- A. sjostedti (Aurivillius, 1900)